# Misterhults distrikt
Misterhults distrikt är ett distrikt i Oskarshamns kommun och Kalmar län. 
Distriktet ligger i norra delen av kommunen, vid kusten. 

## Tidigare administrativ tillhörighet
Distriktet inrättades 2016 och utgörs av en del av området som Oskarshamns stad omfattade till 1971, delen som före 1967 utgjorde Misterhults socken.
Området motsvarar den omfattning Misterhults församling hade vid årsskiftet 1999/2000.